# Getúlio Vargas (Rio Grande do Sul)
Getúlio Vargas é um município do estado brasileiro do Rio Grande do Sul. Pertence à mesorregião do Noroeste Rio-Grandense e à microrregião de Erechim na região do Alto Uruguai.

## História
O início do povoamento da atual sede de Getúlio Vargas deu-se pelo ano de 1908, tendo passado à categoria de vila e, ao mesmo tempo, sede de município. Contudo, no interior do município e arredores, especialmente em direção a Quatro Irmãos, expressivo contingente de pessoas provenientes das áreas de fronteira do Rio Grande do Sul e do interior do estado de São Paulo já se faziam presentes há gerações. A principal fonte econômica estava calcada na comercialização de gado proveniente principalmente da fronteira do Rio Grande, que passava no interior de Getúlio Vargas, com destino a Sorocaba, Itapetininga, Piracicaba entre outras, de onde se destinavam a abastecer o estado de São Paulo.

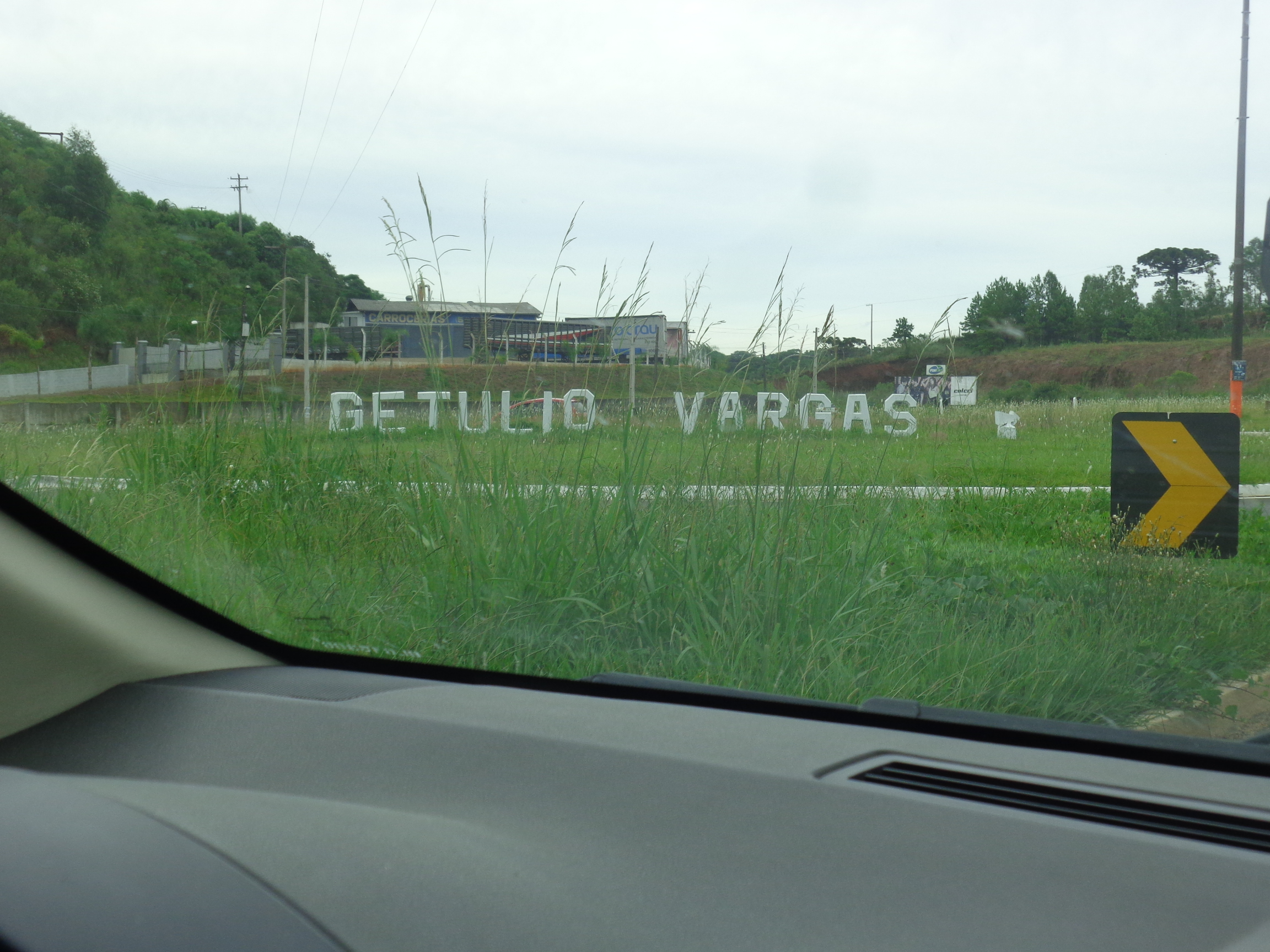
Trevo principal de acesso a Getúlio Vargas na BR-153

A construção do ramal ferroviário entre Marcelino Ramos e Passo Fundo no final do século XIX e início do século XX, atraiu a escassa  mão de obra regional para realização da construção  da estrada, como famílias de negros ex-escravos e então recentemente libertos pela Lei Áurea, peões de estâncias e indígenas (caingangues e guaranis), dos quais em parte vinham de aldeias então existentes no "antigo" município de Nonoai, e também das regiões do Oeste de Santa Catarina e Sudoeste do Paraná (áreas que pertenciam à Argentina), as quais recentemente haviam sido incorporadas ao território brasileiro na Questão de Palmas. Os ex-trabalhadores (negros e indígenas), em grande parte permaneceram em Getúlio Vargas e região, pode-se encontrar tais remanescentes (negros) em áreas urbanas, em bairros como o antigo Bairro Costaneira e nos atuais bairros Navegantes, Montes Claros, XV de Novembro em Getúlio Vargas, também no bairro São José em Estação e em bairros de Erebango e Sertão. Os ex-trabalhadores indígenas da estrada de ferro, também chegaram a fundar uma pequena comunidade (rural) às margens da estrada de ferro (atual Ventara), em terras de propriedade da companhia inglesa, a qual havia recebido do estado brasileiro, áreas de 10 km em cada lado da estrada de ferro, por ocasião do contrato de construção da mesma. Posteriormente essa comunidade foi relocada para terras do estado do Rio Grande do Sul, atual município de Charrua, em decorrência da construção da RS-135.
Com a chegada dos imigrantes, via estrada de ferro, a localidade passou por rápida expansão populacional, econômica e teve sua importância no contexto regional amplamente acrescida, chegando a tornar-se a sede da colônia Erechim, sendo que o atual município de Erechim, chamava-se Boa Vista do Erechim. O bom terreno propiciou o desmatamento das matas que desde o século XVIII eram habitadas por caboclos, de origem sulina e paulistas, que destinavam-se a comercialização de gado entre Rio Grande do Sul e São Paulo, por meio de tropeadas. Até os dias atuais famílias remanescentes desta época, como "Pessoa da Silva", "Borges", "Teixeira", "dos Santos", entre outras vivem em Getúlio Vargas. Com a chegada dos imigrantes e da estrada de ferro, o eixo econômico da comercialização pecuária, encontrou novo foco, com o abastecimento dos recém chegados da Europa e das consideradas terras velhas (primeiras áreas de colonização do RS, como Serra e Vale dos Sinos). Os imigrantes em sua maioria italianos, alemães, polacos e os próprios caboclos, introduziram a agropecuária diversificada, a viticultura, além de trigo, milho, feijão. Com intuito de legalizar a ocupação, que vinha desenvolvendo-se nesse local, no ano de 1908 foi fundada a Estação Erechim.

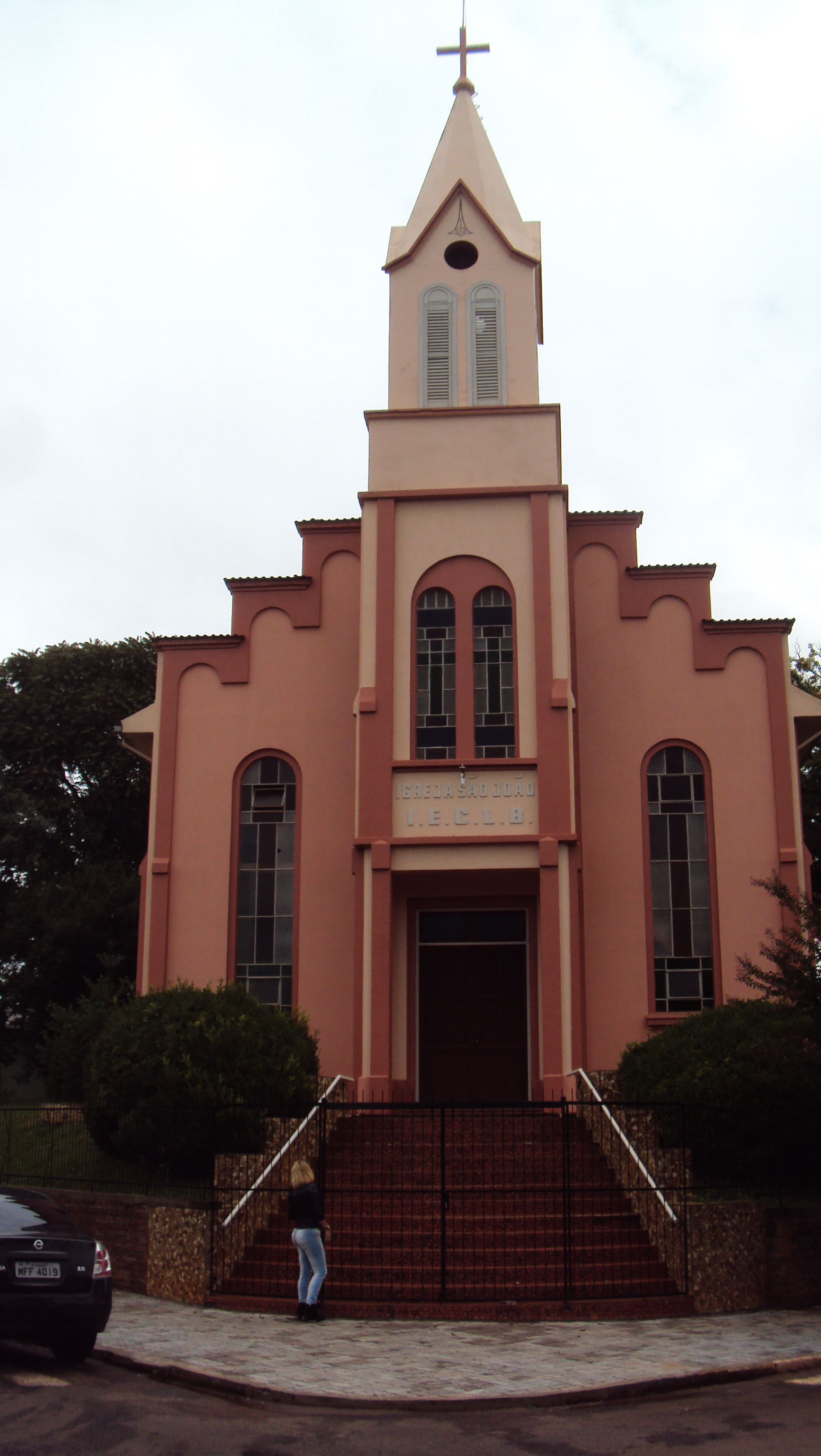
Igreja Evangélica de Confissão Luterana no Brasil de Getúlio Vargas

Com a criação do município de Erechim, a sede inicialmente ficou na atual cidade de Getúlio Vargas, posteriormente, sendo transferida para Boa Vista do Erechim, mesmo assim a atual cidade de Getúlio Vargas, permaneceu sendo chamada de Erechim, sem contudo ser sede do município.
Em 18 de dezembro de 1934, pelo Decreto Número 5 788, foi criado o município de Getúlio Vargas, desmembrado dos municípios de Erechim e Passo Fundo.
O novo município pleiteava seu tradicional nome, Erechim, uma vez que fora sede da colônia de Erechim. O município a que pertencera até então tinha o nome de José Bonifácio. Porém o nome Erechim terminou por pertencer ao atual município de Erechim.
O presidente da comissão emancipatória, Mattia Lorenzon, sugeriu, então, para o município, o nome "Getúlio Vargas", em homenagem ao então presidente da República. Esta sugestão foi aprovada pelo interventor federal, o general Flores da Cunha.
Tendo a cidade sido formada em uma região onde existem diversos córregos (sangas) a cidade era conhecida como "Cidade das Pontes", já que a área central da cidade possuía muitas pontes. Atualmente a maior parte dos córregos foram desviados ao canalizados, quase não existindo pontes na região central da cidade.
Em 1992 a cidade sofreu com um enchente de grandes proporções que inclusive vitimou quatro pessoas.
A cidade de Getúlio Vargas possui como referência na educação o Centro Universitário IDEAU.